# Laura Kaeppeler

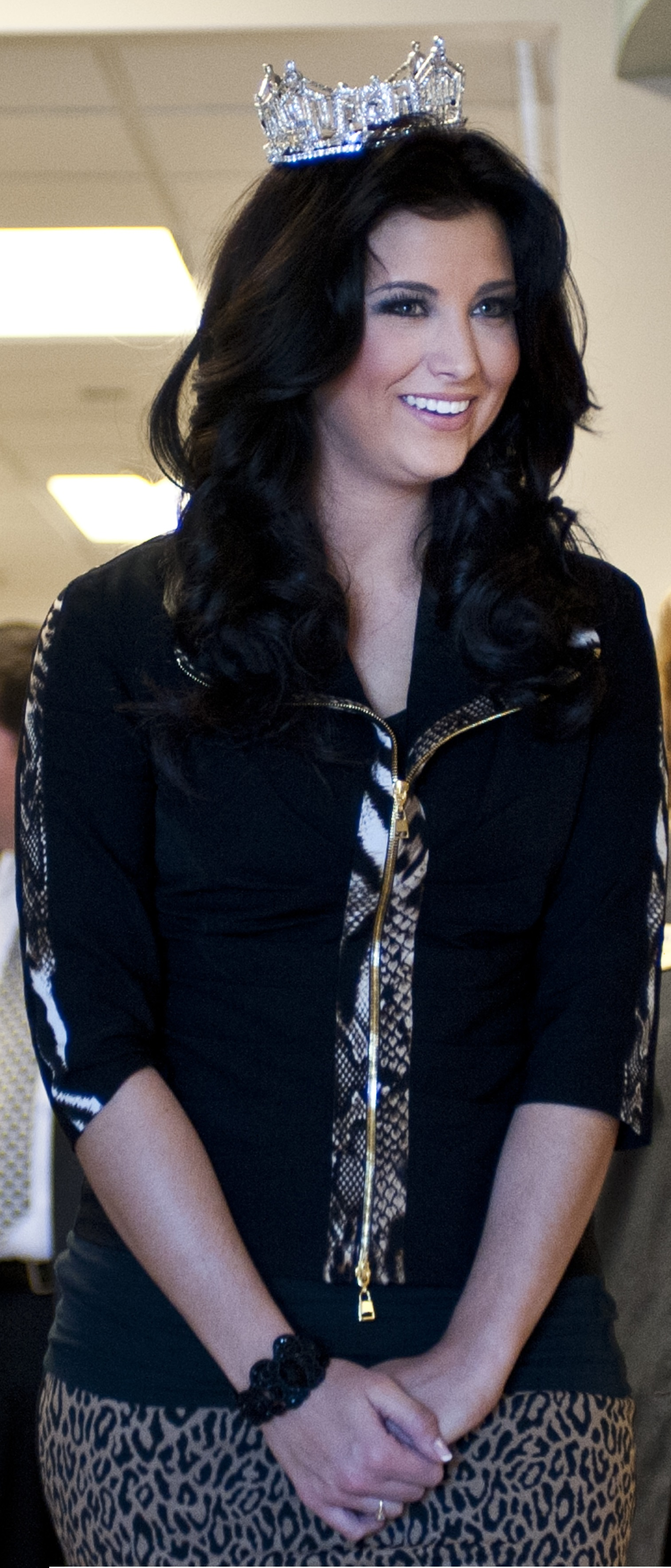
Laura Kaeppeler

Laura Marie Kaeppeler-Fleiss, född 2 mars 1988, är en amerikansk skönhetsdrottning som vann Miss America 2012. Hon representerade staten Wisconsin. Kaeppler var den första deltagaren från delstaten att vinna Miss America titeln sedan 1973.